# Daniel Blecks
Daniel Blecks (* 2. August 1749 in Babbin, Amt Kolbatz; † 21. November 1835 in Stepenitz) war ein deutscher Freischärler in den Befreiungskriegen.
Blecks war der Sohn des Bauern Daniel Blecks. Er heiratete am 14. Januar 1777 die Bauerntochter Dorothea Schmidt aus Stepenitz und übernahm dort einen Bauernhof. 
Im Alter von 57 Jahren schloss sich Daniel Blecks durch Vermittlung des Forstmeisters Johann Ehrenfried Otto in Klein-Stepenitz dem von Kolberg aus operierenden Freikorps Schill an und wurde zum Unteroffizier ernannt. Seine Streifzüge in Pommern erhielten große Unterstützung durch die Bevölkerung.
Mehrfach entging er nur knapp der Festnahme durch die Franzosen. Nach mehreren Überfällen auf die Fahrende Post wurde er aber 1807 gefasst und zu 12 Jahren Zuchthaus verurteilt, jedoch von König Friedrich Wilhelm III. begnadigt. 
Auch an den Feldzügen 1815 nahm er unter General von Tauentzien teil. Er wurde mit dem Eisernen Kreuz und der Kriegsgedenkmünze ausgezeichnet.